# Tríptico

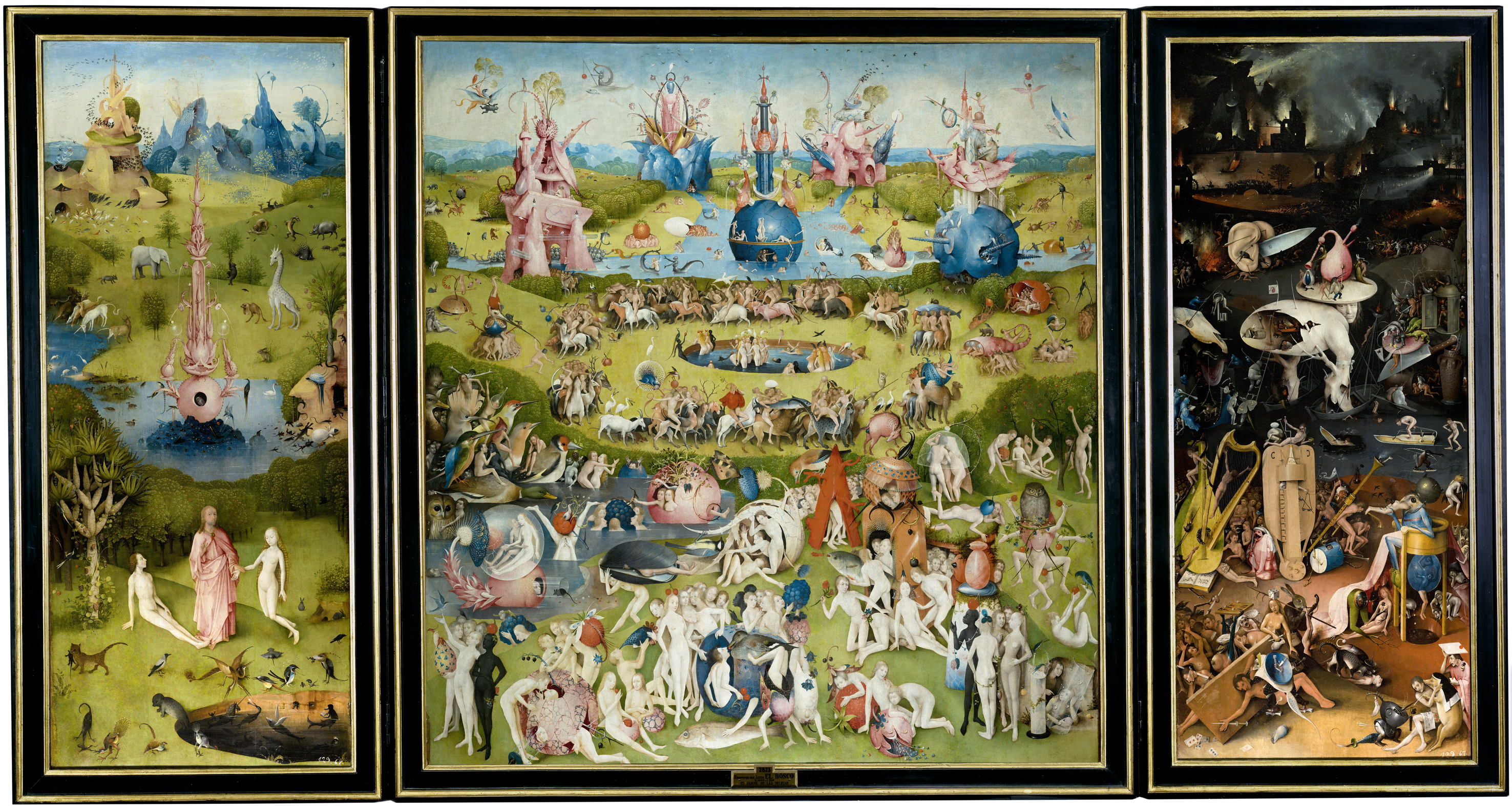
El jardín de las delicias, de el Bosco,
en el Museo del Prado, Madrid.
Tríptico abierto.

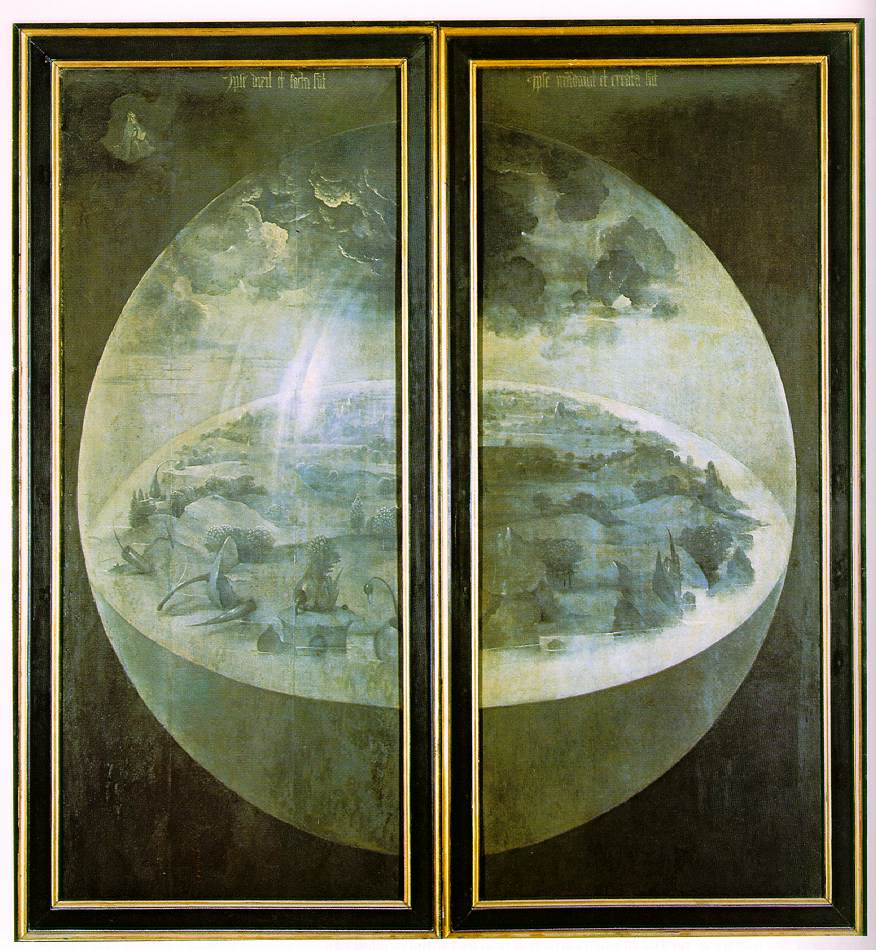
El jardín de las delicias.
Tríptico cerrado.

Un tríptico (del griego τρίπτυχο, tri- «tres» + ptychē «plegar», es decir, «plegado en tres») es una obra de arte, como es el caso del tríptico El jardín de las delicias del Bosco.
Aunque la etimología de la palabra se remonta al griego antiguo triptychos, la palabra surgió durante la Edad Media a partir del nombre de una tableta de escritura romana antigua, que tenía dos paneles a los lados de un panel central.
El tríptico fue un formato muy común en la pintura flamenca de los siglos XV y XVI, como el Tríptico de la anunciación, de Robert Campin, La adoración de los magos, de Hans Memling, El juicio final de Lucas van Leyden o La última cena de Dirk Bouts, entre otros.
No obstante, muchas obras de esa época no subsisten completas. Este es el caso del Descendimiento de Roger van der Weyden (Museo del Prado), hoy famoso como pintura individual pero que originalmente tenía dos laterales. 
El diseño en tríptico a veces es utilizado en colgantes y joyas: el plano central alberga una imagen o medalla, y comúnmente los laterales móviles se cierran para protegerla.
En el Convento de los franciscanos en Zarauz (Guipúzcoa) existe uno que data de 1577, traído de Flandes por Antonio Blocklandt.

## El Bosco
El Bosco pintó varios trípticos, de los cuales el más conocido es posiblemente el El jardín de las delicias, en el Museo del Prado, junto con la Adoración de los Magos y El carro de heno, además de dos trípticos en la Gallerie dell’Accademia, de Venecia, el Tríptico de los ermitaños y La Crucifixión de Santa Julia, actualmente siendo restaurados para el V centenario de su fallecimiento. Otros trípticos suyos incluyen el Tríptico de las Tentaciones de san Antonio, que se encuentra en el Museu Nacional de Arte Antiga de Lisboa y el Tríptico del Juicio Final en la Academia de Bellas Artes de Viena. Existen, además, paneles (hojas) sueltos de obras suyas que fueron creadas como trípticos, como puede ser el caso de la Visión del Más Allá.